# Liga Profesional Saudí 1990-91
La Primera División de Arabia Saudita 1990-91 fue la decimoquinta edición de la Primera División de Arabia Saudita.
La Premier League Saudí enfrenta a los doce mejores clubes del país en un grupo único con el formato todos contra todos, con partidos de ida y vuelta.
Al final de la competición los dos últimos equipos de la tabla descienden a la segunda división. Mientras que los cuatro mejores clasificados en la tabla, pasan a la fase final por el título bajo el sistema de Eliminación directa

## Clubes participantes
| - Al Nasr - Al-Hilal FC - Al Ahli SC - Ittihad FC - Al-Wehda - Al-Ta'ee | - Al-Qadisiyah FC - Al-Shabab FC - Al-Riyadh - Al Arabi - Ettifaq FC - Al-Najma |

## Competición

### Primera fase
Sistema de puntos:
- Victoria: 2 puntos
- Empate: 1 punto
- Derrota: 0 puntos

| Pos. | Equipo      | PJ | G  | E  | P  | GF | GC | DG  | Pts |
| ---- | ----------- | -- | -- | -- | -- | -- | -- | --- | --- |
| 1    | Al-Shabab   | 22 | 14 | 6  | 2  | 38 | 15 | +23 | 34  |
| 2    | Al Nasr     | 22 | 13 | 6  | 3  | 30 | 14 | +16 | 32  |
| 3    | Al-Hilal    | 22 | 12 | 7  | 3  | 28 | 10 | +18 | 31  |
| 4    | Al-Ettifaq  | 22 | 11 | 6  | 5  | 29 | 18 | +11 | 28  |
| 5    | Al-Ittihad  | 22 | 9  | 8  | 5  | 24 | 14 | +10 | 26  |
| 6    | Al-Riyadh   | 22 | 10 | 3  | 9  | 28 | 30 | -2  | 23  |
| 7    | Al-Ahli     | 22 | 7  | 8  | 7  | 24 | 17 | +7  | 22  |
| 8    | Al-Ta'ee    | 22 | 4  | 11 | 7  | 22 | 29 | -7  | 19  |
| 9    | Al-Qadisiya | 22 | 5  | 8  | 9  | 17 | 23 | -6  | 18  |
| 10   | Al-Wahda    | 22 | 4  | 9  | 9  | 14 | 26 | -12 | 17  |
| 11   | Al-Najma    | 22 | 0  | 8  | 14 | 13 | 35 | -22 | 8   |
| 12   | Al Arabi    | 22 | 0  | 6  | 16 | 12 | 48 | -36 | 6   |

     Clasifica a la Fase final
     Clasifica la Recopa AFC
     Desciende a Segunda División

### Fase Final

#### Semifinales
| 28 de junio de 1991 | Al-Hilal                                   | 2:2 | Al-Shabab                                     | Estadio Rey Fahd, Riad |  |
|                     | Mansour Al-Mowena 33' · Yousef Jazea'a 32' |     | 65' Fahad Al-Mehallel · 67' Khaled Al-Dossari |                        |  |

| 05 de julio de 1991 | Al-Shabab                                  | 2:1 (1:1, 0:0) (t. s.) | Al-Hilal                                   | Estadio Rey Fahd, Riad         |                                |
|                     | Saeed Al-Owairan 8' · Khalid Al-Shanif 91' |                        | Saeed Al-Owairan 8' · Khalid Al-Shanif 91' | Árbitro(s): Mohammed Al-Sharif | Árbitro(s): Mohammed Al-Sharif |

| 29 de junio de 1991 | Al-Ettifaq           | 1:2 | Al Nasr                  | Estadio Príncipe Abdullah al-Faisal, Jeddah |                                  |
|                     | Rashid Al-Khalil 42' |     | 10' Majed Abdullah · 30' | Árbitro(s): Abdul Rahman Al-Zeid            | Árbitro(s): Abdul Rahman Al-Zeid |

| 06 de julio de 1991 | Al Nasr            | 1:1 | Al-Ettifaq       | Estadio Rey Fahd, Riad         |                                |
|                     | Majed Abdullah 67' |     | 85' Saleh Nasser | Árbitro(s): Abdullah Al-Nasser | Árbitro(s): Abdullah Al-Nasser |

#### Partido por el tercer puesto
| 11 de julio de 1991 | Al-Hilal                                       | 2:1 | Al-Ettifaq           | Estadio Príncipe Faisal bin Fahd, Riad |                               |
|                     | 38' Khaled Al-Nafisah · 84' Mohammed Al-Temyat |     | Rashid Al-Khalil 67' | Árbitro(s): Hassan Al-Beheiri          | Árbitro(s): Hassan Al-Beheiri |

#### Final
| 17 de julio de 1991 | Al Nasr | 0:1 | Al-Shabab             | Estadio Príncipe Abdullah al-Faisal, Jeddah |                                  |
|                     |         |     | 35' Fahad Al-Mehallel | Árbitro(s): Abdul Rahman Al-Zeid            | Árbitro(s): Abdul Rahman Al-Zeid |

|                             |
| Campeón Al-Shabab 1° título |